# RiP!: A Remix Manifesto
RiP!: A Remix Manifesto és una pel·lícula documental de codi obert de 2008 sobre "el concepte canviant dels drets d'autor" dirigida per Brett Gaylor.
Creat durant un període de sis anys, la pel·lícula documental presenta el treball de remixes col·laboratius de centenars de persones que han contribuït al lloc web de Open Source Cinema, ajudant a crear "el primer documental de codi obert del món", com va dir Gaylor. El títol de treball del projecte era Basement Tapes, (en referència a l'àlbum del mateix nom) però va ser rebatejat com RiP!: A Remix Manifesto abans de l'estrena a les sales. Gaylor anima més gent a crear les seves pròpies remixes d'aquesta pel·lícula, utilitzant mitjans disponibles al lloc web de Open Source Cinema o altres llocs web com YouTube, Flickr, Hulu o MySpace.

## Rerefons
Gaylor va viatjar pel món per trobar persones amb idees afins que l'ajudessin a redactar el "Manifest del Remixer" que conforma l'estructura del seu documental de codi obert. El manifest diu el següent:
| «                                        | (anglès) 1. Culture always builds on the past. 2. The past always tries to control the future. 3. Our future is becoming less free. 4. To build free societies you must limit the control of the past | (català) 1. La cultura sempre es basa en el passat. 2. El passat sempre intenta controlar el futur. 3. El nostre futur és cada cop menys lliure. 4. Per construir societats lliures cal limitar el control del passat | » |
| — Brett Gaylor in Rip! A Remix Manifesto | | |   |

Per aprofundir en el seu punt de vista, Gaylor separa les corporacions del domini públic, definint les primeres utilitzant l'anomenat "CopyRIGHT", i la segona, que representa el lliure intercanvi d'idees, com "CopyLEFT". Gaylor i Gillis estan clarament al costat del Copyleft, promovent el lliure flux i el creixement de la creativitat i les idees. Per permetre una cultura de remixes lliures també amb la seva pel·lícula, va llançar RiP! sota la CC BY-NC-SA 3.0 llicència Creative Commons.

## Participants
El documental està especialment interessat en l'àrea grisa legal de la remescla d'obres existents. La pel·lícula compta amb aparicions de:
- Gregg Gillis (més coneguda com a Girl Talk) és una música nord-americana especialitzada en remixes d'estil mashup, que sovint utilitza una dotzena o més de mostres no autoritzades de diferents cançons per crear una pista completament nova. L'àlbum de 2006 de Gillis, Night Ripper, va tenir potencialment 300 infraccions de drets d'autor i va suposar una sanció màxima de responsabilitat financera d'uns 45 milions de dòlars. Per a alguns se la considera una rebel creativa i un artista de mashup, mentre que altres consideren que la seva obra és pura infracció dels drets d'autor.[9]
- Lawrence Lessig, un acadèmic i activista polític nord-americà, professor de dret a Harvard Law School i fundador del Center for Internet and Society. És conegut sobretot com a defensor de les restriccions legals reduïdes sobre els drets d'autor, les marques registrades i l'espectre de radiofreqüències, especialment en aplicacions tecnològiques. Anteriorment, va ser professor de dret a la Stanford Law School. Gaylor discuteix la protecció legal de l'ús legítim amb Lessig per determinar la capacitat de produir la pel·lícula.
- Cory Doctorow, bloguer, periodista i autor de ciència-ficció canadenc. Doctorow és coeditor del bloc Boing Boing i és un activista a favor de la reforma de les lleis de drets d'autor. És un defensor de l'organització Creative Commons, utilitzant algunes de les seves llicències per als seus llibres. Els temes comuns en el seu treball inclouen la gestió de drets digitals i l'intercanvi d'arxius. A la pel·lícula, Doctorow afirma: "La tecnologia dona, la tecnologia treu".
- Gilberto Gil, el músic brasiler i exministre d'Afers Culturals que va iniciar programes pioners al Brasil a través d'una associació amb Creative Commons. Com a ministre, va patrocinar un programa anomenat Culture Points, que atorga subvencions per oferir tecnologia i educació musicals a les persones que viuen a les zones pobres de les ciutats del país.[10]
- Dan O'Neill, un dibuixant clandestí i fundador d'Air Pirates, un grup que va ser demandat per The Walt Disney Company per infracció dels drets d'autor.
- Jammie Thomas, la mare soltera demandada amb èxit per la Recording Industry Association of America (RIAA) al Capitol v. Thomas cas per una descàrrega il·legal de Thomas. La mare soltera, que guanyava 36.000 dòlars a l'any, va rebre l'ordre de pagar 222.220 dòlars en danys per fer que 24 cançons estiguessin disponibles per a la seva baixada a la xarxa d'intercanvi d'arxius de Kazaa.

## Festivals i premis
RiP!: A Remix Manifesto va fer el seu debut internacional a l'IDFA (International Documentary Film Festival Amsterdam) el novembre de 2008. Va guanyar el premi del públic del festival.
La pel·lícula va fer el seu debut als Estats Units al festival South by Southwest el 15 de març de 2009.
La revista de notícies canadenca Maclean's va qualificar la pel·lícula com "un assalt frontal enlluernador sobre com la cultura corporativa utilitza la llei de drets d'autor per embrutar la llibertat d'expressió".
Presentada al Whistler Film Festival, que va tenir lloc del 4 al 7 de desembre de 2008, va guanyar el Cadillac People's Choice Award. També va rebre el premi Audience Choice a l'Ann Arbor Film Festival.
Al Festival du Nouveau Cinéma de Montreal va guanyar el Premi Especial del Jurat. Va ser la pel·lícula de cloenda a Docs Barcelona. Va ser una menció honorífica al festival de cinema EBS (Corea). Va ser la pel·lícula d'obertura del Festival de Cinema Ambulante (Ciutat de Mèxic). Va ser una selecció al South by Southwest Film Festival, a Les Rendez-vous du cinéma québécois, a l'Adelaide Film Festival, Thessaloniki Film Festival, Silverdocs, Nashville Film Festival, Victoria International Film Festival, Yamagata International Documentary Festival, Planete Doc (Polònia), Available Light Film Festival, Buenos Aires Film Festival, Sheffield Doc/Fest i el Munich Dokfest, els Festivals Internacionals de Cinema de Nova Zelanda, el Guth Gaga Film Festival (Irlanda) i el Festival Internacional de Cinema de Rio.
La pel·lícula va ser candidata al millor documental en la 30a edició dels Premis Genie al Canadà.

## Emissió
El documental s'ha emès als canals de Documentary (Canadà), Documentary Channel (EUA), NHK (Japó), SBS (Austràlia), YLE (Finlàndia), NRK (Noruega), EBS (Corea), Canal D – Quebec, Yes – Israel, VPRO – Països Baixos, TV3 – Catalunya, TVP Cultura – Polònia, Globo – Brasil, Cult – Itàlia, Planete - França, iSat – Argentina i Amèrica del Sud.

## Recepció
RiP!: A Remix Manifesto va rebre crítiques diverses de la crítica. The Globe and Mail va anomenar la pel·lícula "Una crida a l'acció contundent, vibrant i immensament entretinguda". Els crítics a Austràlia en particular van debatre sobre la naturalesa polèmica de la pel·lícula. Molts dels crítics de l'agregador de ressenyes Rotten Tomatoes van discutir amb el punt de la pel·lícula del director i la pel·lícula va rebre una puntuació d'aprovació del 42% dels crítics, basada en 12 crítiques, amb una puntuació mitjana de 5,1/10.

## RiP!: A Remix Manifesto 2.0
El 27 de febrer de 2009 Brett Gaylor va arrencar un projecte nou en el seu lloc web Open Source Cinema, que batejà com RiP!: A Remix Manifesto 2.0. Amb aquest projecte, va convidar usuaris per dur el documental primigeni, remesclar-lo, i carregar les seves contribucions per ser incloses dins un nou documental que millorés la primera versió de la pel·lícula. 2.0 seria projectada al festival de cinema SilverDocs.